# Горсько-Писарево
Го́рсько-Пи́сарево (болг. Горско Писарево) — село у Великотирновській області Болгарії. Входить до складу общини Златариця.

## Населення
За даними перепису населення 2011 року у селі проживали 0 осіб.
Динаміка населення: